# 大塚美幸
大塚 美幸（おおつか みゆき、1976年2月21日 - ）は、日本の女性アナウンサー、起業家。

## 人物
東京都出身。清泉女子大学を卒業後、TBS系列UTYテレビ山梨に入社。退社後、海外経験のため渡米。世界約35ヶ国をバックパックなどで旅する。趣味はゴルフ。空手、初段。カラーセラピスト、カラーセラピスト養成講座講師（センセーションカラー）、プリザーブドフラワーアレンジメント・インストラクター（JMFA公認）。
2005年秋より圭三プロダクションに所属し、同年11月にテレビ埼玉（TVS）契約アナウンサーとして昼の情報番組「ひるびん」のニュースコーナーを担当し2006年3月をもって契約終了。
現在は、日本テレビRT文字放送での声や、ビジネスブレイクスルー（BBT）大学院大学で船川淳志、椿進、加藤順彦ポールと共にビジネスパーソン向けの番組のキャスター等をつとめる他、企業などで「話し方・コミュニケーション」講師としても活動中。
2011年、伊勢神宮において式年遷宮 せんぐう館記念式典司会を行う。
2013年、株式会社 andを設立、代表取締役に就任。
リーダーの為の話し方、よりよいコミュニケーション方法を教える講師として活動中。また、仕事復帰したいママ達のサポートも積極的に行っている。
2014年、キッズインターナショナルクラブを主催。子供たちが自然に英語を学べる「こども英会話」「英語体操教室」「バイリンガル一時預かり」サービス等を開始。
2017年より九州大学大学院工学府博士課程後期に在籍。SDGs評価指標である新国富指標を用いて人的資本を研究している。同年より大妻女子大学
講師を務める。津田塾大学、立命館大学、京都大学でも教壇にたつ。
2019年8月より日本経済新聞社の番組「ヤング日経」パーソナリティとして出演中。さまざまなインタビューや自身もキャリアデザイン、転職・就活を応援する情報を発信している。
2022年5月、株式会社クリエイト・レストランツ・ホールディングスの監査等委員である社外取締役に就任。
2023年に開学したビューティ&ウェルネス専門職大学で准教授を務める。また法政大学特任講師。

## 過去に出演した番組
- 『UTY夕焼け情報局』（テレビ山梨）
- 『UTY POP MIX』（テレビ山梨）
- 『朝だよ!ウッティ+10』（テレビ山梨）
- 『山梨発！見ればなっとく』（テレビ山梨）
- 『ひるびん』（テレビ埼玉）
- 『ウィークリー千葉県』（千葉テレビ放送）
- 『ファイナンシャルBOX』（ラジオNIKKEI、2008年4月 - 6月）
- 『日テレRT文字放送』リスピークアナウンサー（日本テレビ、2008年 - ）
- 『CS BBT「ビジネス基礎講座 グローバルマネジャーのマインドとスキル」』キャスター（CS757）
- 『CS BBT「大成長時代へ漕ぎ出せ」』キャスター（CS757）
- 『BBT大学「新興国ビジネス事例研究」』司会（CS757）
- 『やっぱりみなとぐぐっとＧｏｏｄ』リポーター（みなとCATV）
- 『J:COM港・新宿「港区広報トピックス」』リポーター

## 共著本
- 『日本の将来を変えるグリーン・イノベーション』（中央経済社、2012年）